# Hans Pippig
Hans Pippig (* 10. Juli 1911; † 21. August 1998) war ein deutscher Fotograf und Heimatforscher. Er ist Ehrenbürger der Stadt Grimma.

## Leben
Pippig hatte als Fotograf und Inhaber des Fotofachgeschäftes Photo Pippig in Grimma über Jahrzehnte Höhepunkte und Alltagsgeschehen in der Region dokumentiert.

## Auszeichnung
Am 3. Februar 1997 würdigte und dankte die Stadt Grimma Hans Pippig für sein Lebenswerk mit der Ehrenbürgerschaft.

## Veröffentlichungen
- Freundeskreis des Museums Grimma: Grimma – Die Reihe Archivbilder mit Fotos von Hans Pippig, 96 Seiten, Erfurt 2006, ISBN 9783897029408